# توماس-استیون داویگا
توماس-استیون داویگا (انگلیسی: Thomas-Steven Da Veiga؛ زادهٔ ۲۵ ژوئیهٔ ۱۹۹۵) بازیکن فوتبال اهل فرانسه است.
از باشگاه‌هایی که در آن بازی کرده‌است می‌توان به باشگاه فوتبال موناکو اشاره کرد.